# Neuroleon (Neuroleon) gratus
Neuroleon (Neuroleon) gratus is een insect uit de familie van de mierenleeuwen (Myrmeleontidae), die tot de orde netvleugeligen (Neuroptera) behoort. 
Neuroleon (Neuroleon) gratus is voor het eerst wetenschappelijk beschreven door Navás in 1915.